# Montcuq-en-Quercy-Blanc
Montcuq-en-Quercy-Blanc község Franciaország Okcitánia régiójában, Lot megyében. Új községként 2016. január 1-jén jött létre Montcuq, Belmontet, Lebreil, Sainte-Croix és Valprionde korábbi községek egyesítésével. Lakosainak száma 1812 fő (2022. január 1.).

## Népesség
| Lakosok száma | 1706 | 1739 | 1772 | 1804 | 1812 | 1812 |
|               | 2017 | 2018 | 2019 | 2020 | 2021 | 2022 |